# Ožbolt (priimek)
Ožbolt je priimek več znanih Slovencev:

## Znani nosilci priimka
- Alen Ožbolt (*1966), kipar, likovni umetnik, scenograf, publicist, oblikovalec
- Alen Ožbolt (*1996), nogometaš
- Anton Ožbolt (1919—1976), organizator NOB, lovec, pisatelj
- Boris Ožbolt (*1943), polkovnik SV
- Drago Ožbolt (1931—1994), generalpodpolkovnik JLA
- Hana Ostan Ožbolt (*1991), kuratorka, direktorica fundacije Ulay
- Izidor Ostan Ožbolt (*1993), ekonomist, aktivist
- Janez Ožbolt (*1970), biatlonec
- Jože Ožbolt (1922—2018), generalpodpolkovnik JLA, narodni heroj
- Kristina Ožbolt, vrhovna sodnica
- Milena Ožbolt, domoznanka, zapisovalka narečnega izročila
- Petra Ožbolt (*1994), alpska smučarka
- Sašo Ožbolt (*1981), košarkar
- Sinja Ožbolt (*1962), plesalka in koreografinja